# Maryam Aras

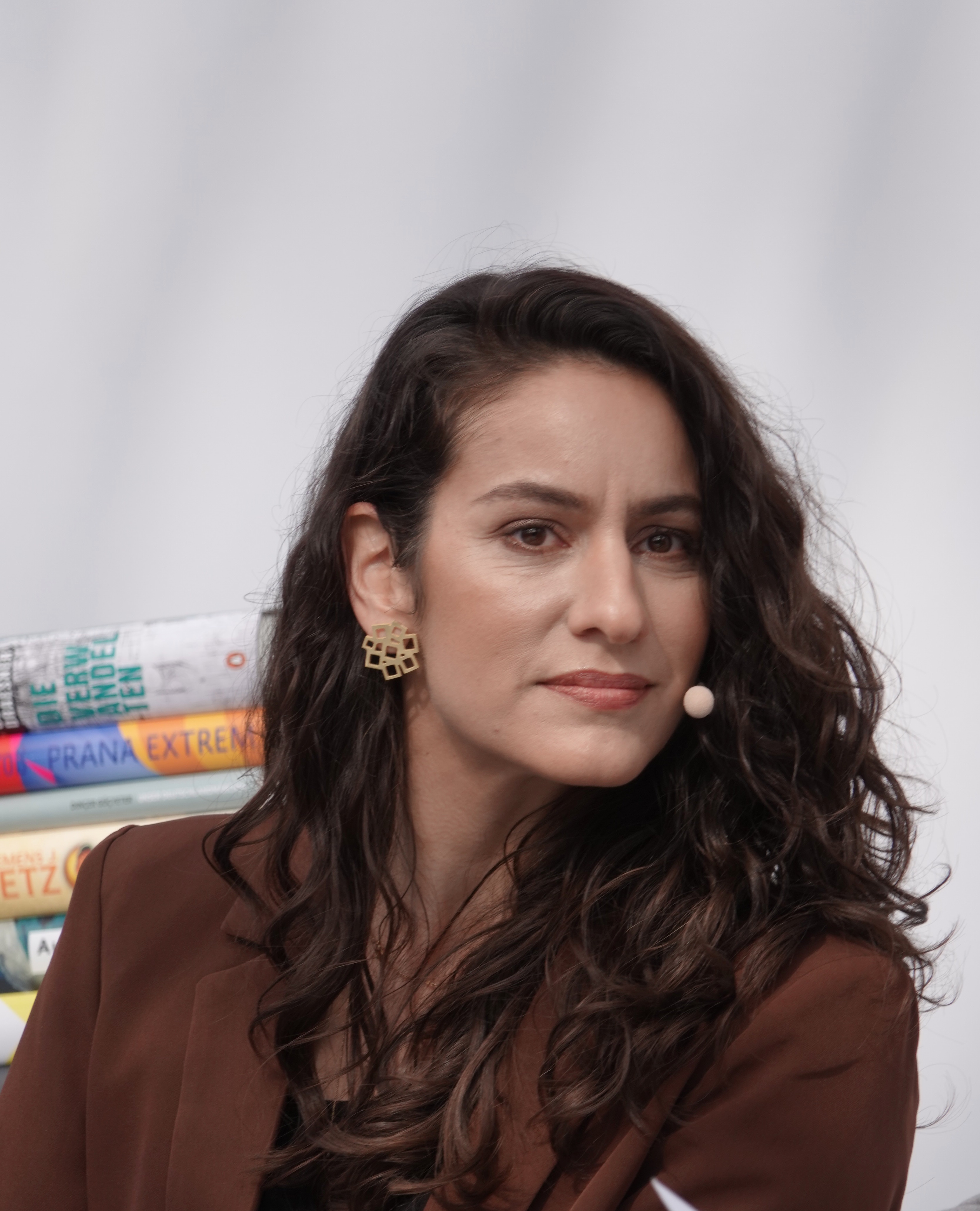
Maryam Aras 2023

Maryam Aras (* 1982 in Köln) ist eine deutsche Autorin, Kritikerin und Literaturwissenschaftlerin.

## Leben
Aras studierte in Köln und Bonn Islamwissenschaften, Anglistik und Politikwissenschaften.
2022 wurde sie in die Jury für den Preis der Leipziger Buchmesse berufen.
Sie arbeitet als Übersetzerin und Literaturvermittlerin persischsprachiger Lyrik und Prosa. Wissenschaftlich beschäftigt sie sich vor allem mit Postkolonialität und Rezeptionsmustern von BPoC-Autoren im deutschsprachigen Feuilleton.

## Preise und Auszeichnungen
- Arbeitsstipendium der Kunststiftung NRW

## Werke

### Literarische Essays
- Dinosaurierkind. Ullstein, Berlin 2025, ISBN 978-3-546-10101-1
- an SAID, in: anders bleiben. Briefe der Hoffnung in verhärteten Zeiten, hg. v. Selma Wels. Hamburg 2023, S. 55–63.

### Feuilleton (Auswahl)
- Innocent Country – Über Shida Bazyars „Drei Kameradinnen“, in: 54books.de  (21.05.2021) (Link)
- Erzählerischer Universalismus – „Adas Raum“ von Sharon Dodua Otoo, in: 54books.de (11.03.2021) (Link)
- Nicht mitgemeint – Olivia Wenzels ‚1000 Serpentinen Angst‘ im ‚Literaturclub‘, in: 54books.de (04.01.2021) (Link)
- Wenn das Lachen vergeht – Abbas Khider schreibt den modernen Irak, in: 54books.de (15.10.2020) (Link)
- Braune Held*innen, große Literatur – ‚Das Paradies meines Nachbarn‘ von Nava Ebrahimi und das weiße Feuilleton, in: 54books.de (05.07.2020) (Link)

### Wissenschaftliche Publikationen (Auswahl)
- From a Heap of Broken Images Towards a Postcolonial Weird: Ana Lily Amirpour’s Western Landscapes, in: The American Weird, hg. v. Julius Greve, Florian Zappe. Bloomsbury Academic 2020.
- Postmigration Reloaded: Ein Schreibgespräch, in: PS - Politisch Schreiben (7/2022) (Link)
- „Tarlan.“ In. Anthropology of the Middle East, vol. 11, no. 2, winter 2016, pp. 116+. Gale Academic OneFile, link.gale.com/apps/doc/A536397919/AONE?u=anon~9ef7ae56&sid=googleScholar&xid=acc9ca03. Accessed 26 Apr. 2025.